# Toño Fernández
José Antonio Fernández Da Silva (Cangas del Narcea, 27 de marzo de 1991-Toreno, 8 de diciembre de 2012), más conocido como Toño Fernández, fue un piloto asturiano de automovilismo. Falleció en la madrugada del 8 de diciembre de 2012 en un accidente de tráfico junto con su novia Ana Rivero, de 19 años.

## Karting
Como muchos  pilotos se inició en el karting, destacando en el año 2006 al proclamarse campeón del campeonato de Castilla y León en la categoría Inter-A. Un año después triunfó en el campeonato de la categoría KZ 125 y además, logró en la misma temporada el tercer puesto en el certamen regional asturiano, lo que le valió para dar el salto al Campeonato de España de F3 la temporada siguiente.

## Fórmula 3
En F3, Toño fichó por la escudería TEC-Auto, con la cual realizó su primera temporada en el campeonato finalizando 10º en la Clase Copa y obteniendo como mejor resultado un 5º puesto.
Para la temporada siguiente, Toño fichó por el equipo de su tío, el Hache Team. Aquí disputó toda la temporada logrando finalizar subcampeón en la clasificación general de la Clase Copa, obteniendo victorias en Magny-Cours y en el Circuito de Cataluña. Al principio de esa temporada realizó un Road-show por las calles de su localidad natal, Cangas del Narcea. Para la temporada 2010 continuó en el mismo equipo, esta vez corriendo con un coche de la clase principal y donde destaca una victoria en el cricuito de Brands Hatch.
En 2011, pese a ser uno de los grandes favoritos para llevarse el campeonato, sólo pudo disputar cuatro carreras por falta de patrocinios, ganando una de ellas.

## Resultados

### Campeonato de España de F3
| Temporada   | Escudería | JAR | JAR | SPA | SPA | ALB | ALB | VSC | VSC | VF1 | MAG | MAG | CRT | CRT | JER | JER | CAT | CAT | Pos | Pts |
| ----------- | --------- | --- | --- | --- | --- | --- | --- | --- | --- | --- | --- | --- | --- | --- | --- | --- | --- | --- | --- | --- |
| 2008        | TEC-Auto  | 13  | 9   | 20  | 16  | Ret | 22  | 11  | 5   | 16  | NC  | 14  | 18  | 21  | 15  | 8   |     |     | 17º | 8   |
| 2008 (Copa) | TEC-Auto  | 7   | 4   | 11  | 9   | Ret | 12  | 7   | 3   | 7   | NC  | 8   | 8   | 11  | 9   | 3   |     |     | 13º | 21  |

### European F3 Open
| Temporada   | Escudería  | CRT | CRT | JAR | JAR | SPA | SPA | DON | DON | MAG | MAG | MON | MON | JER | JER | CAT | CAT | Pos | Pts |
| ----------- | ---------- | --- | --- | --- | --- | --- | --- | --- | --- | --- | --- | --- | --- | --- | --- | --- | --- | --- | --- |
| 2009        | Hache Team | 17  | 8   | 18  | 8   | 11  | 16  | 12  | 13  | 2   | Ret | 12  | 9   | 12  | 8   | 12  | 8   | 13º | 21  |
| 2009 (Copa) | Hache Team | 8   | 4   | 7   | 2   | 4   | 7   | 3   | 5   | 1   | Ret | 4   | 3   | 3   | 2   | 3   | 1   | 2º  | 79  |

| Temporada | Escudería  | CRT | CRT | JAR | JAR | SPA | SPA | MAG | MAG | BRA | BRA | MON | MON | JER | JER | CAT | CAT | Pos | Pts |
| --------- | ---------- | --- | --- | --- | --- | --- | --- | --- | --- | --- | --- | --- | --- | --- | --- | --- | --- | --- | --- |
| 2010      | Hache Team | 5   | 5   | Ret | Ret | 6   | 3   | 2   | 7   | 6   | 1   | 4   | DSQ | 7   | Ret | 2   | DSQ | 5º  | 83  |

| Temporada | Escudería  | CRT | CRT | MAG | MAG | SPA | SPA | BRH | BRH | ALG | ALG | MON | MON | JER | JER | CAT | CAT | Pos | Pts |
| --------- | ---------- | --- | --- | --- | --- | --- | --- | --- | --- | --- | --- | --- | --- | --- | --- | --- | --- | --- | --- |
| 2011      | Hache Team | 6   | 1   | 5   | Ret |     |     |     |     |     |     |     |     |     |     |     |     | 16º | 25  |